# Aoi Nanase
Aoi Nanase (七瀬 葵, Nanase Aoi) est une auteure de bande dessinée japonaise née le 12 juin 1972  dans la préfecture de Yamaguchi, au Japon.
Elle est principalement connue pour être l’auteure du manga Angel/Dust.

## Œuvre

### Anime
- Seraphim Call
- Samurai Spirits 2: Asura Zanmaeden

### Artbook
- Angel Flavor
- Seven Colors of Wind

### Games
- Aquarian Age TCG
- Asuka 120%
- Eithéa (アイシア?)
- Dimension 0
- Monster Collection

### Light Novel
- Illustrations pour Report of the Nature Spirits (気象精霊記?).

### Manga
- 2000 - ABC (アーバックス?)
- 2001 - Angel/Dust (天使回忆, エンジェル／ダスト?)
- 2003 - Angel/Dust Neo (天使回忆Neo, エンジェル/ダストネオ?)
- 2003 - Puchimon (漂亮怪兽, ぷちモン?)
- 2006 - Where the Wind Returns to (風の還る場所, Kaze no Kaeru Basho?)
- 2007 - Heaven (天国之门, ぷちモン?)
- 2007 - Tinkle Meister Kiraha (闪亮☆星术师, てぃんくる☆マイスターきらは?)

## Sources
- (en) Cet article est partiellement ou en totalité issu de l’article de Wikipédia en anglais intitulé « Aoi Nanase » (voir la liste des auteurs).